# 番薯葉

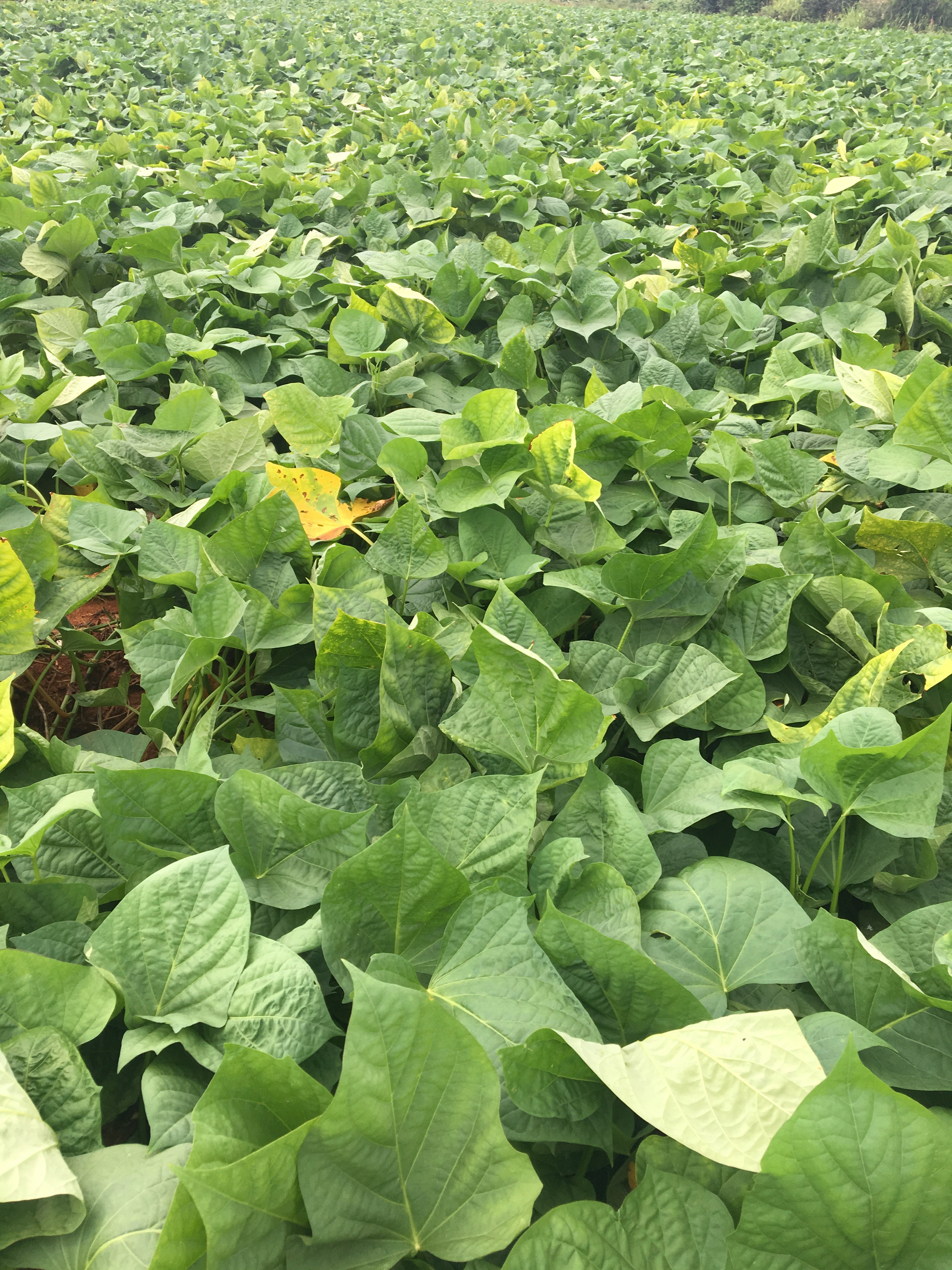
番薯葉

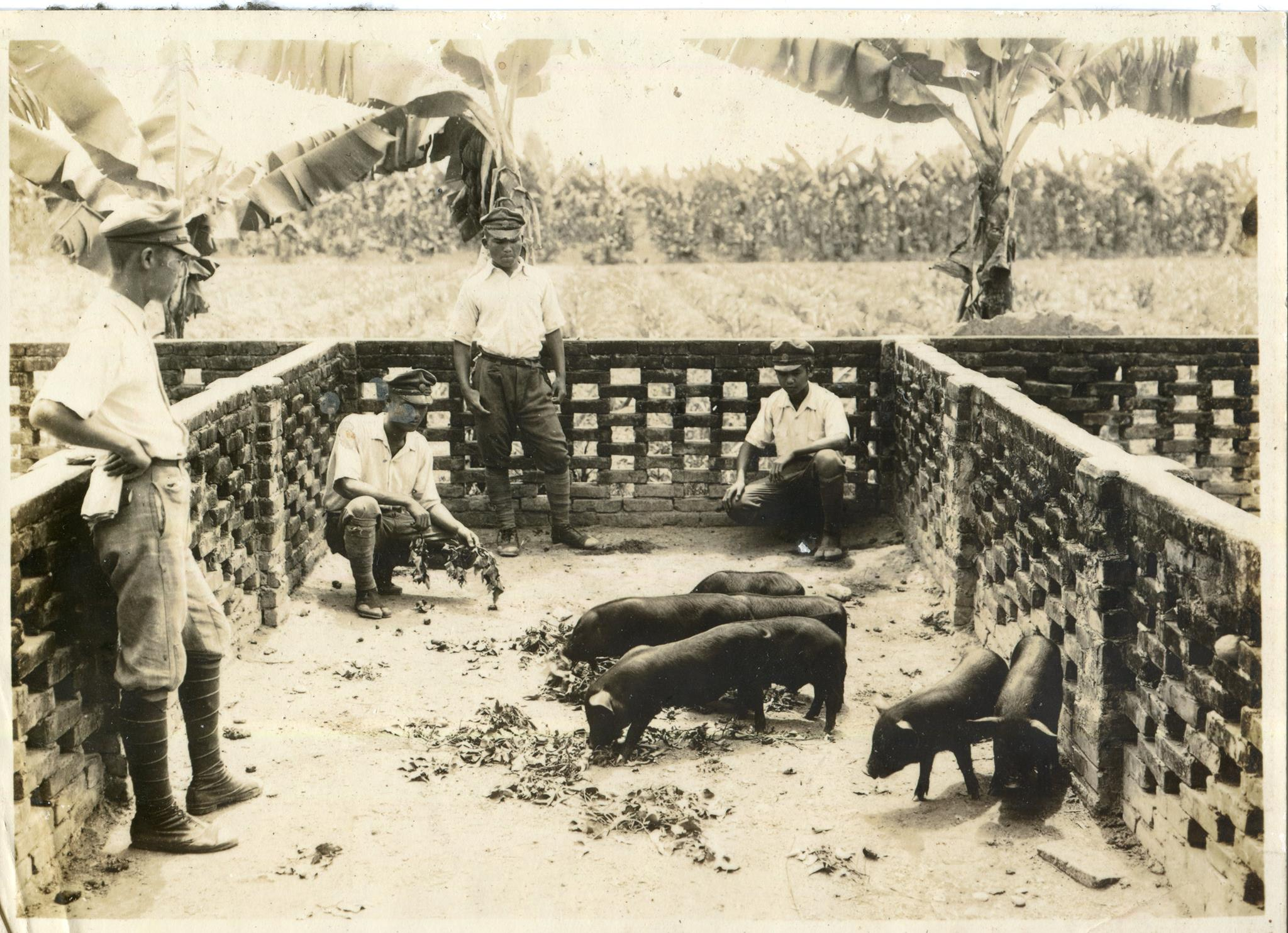
屏東中學校學生以番薯葉餵養豬隻

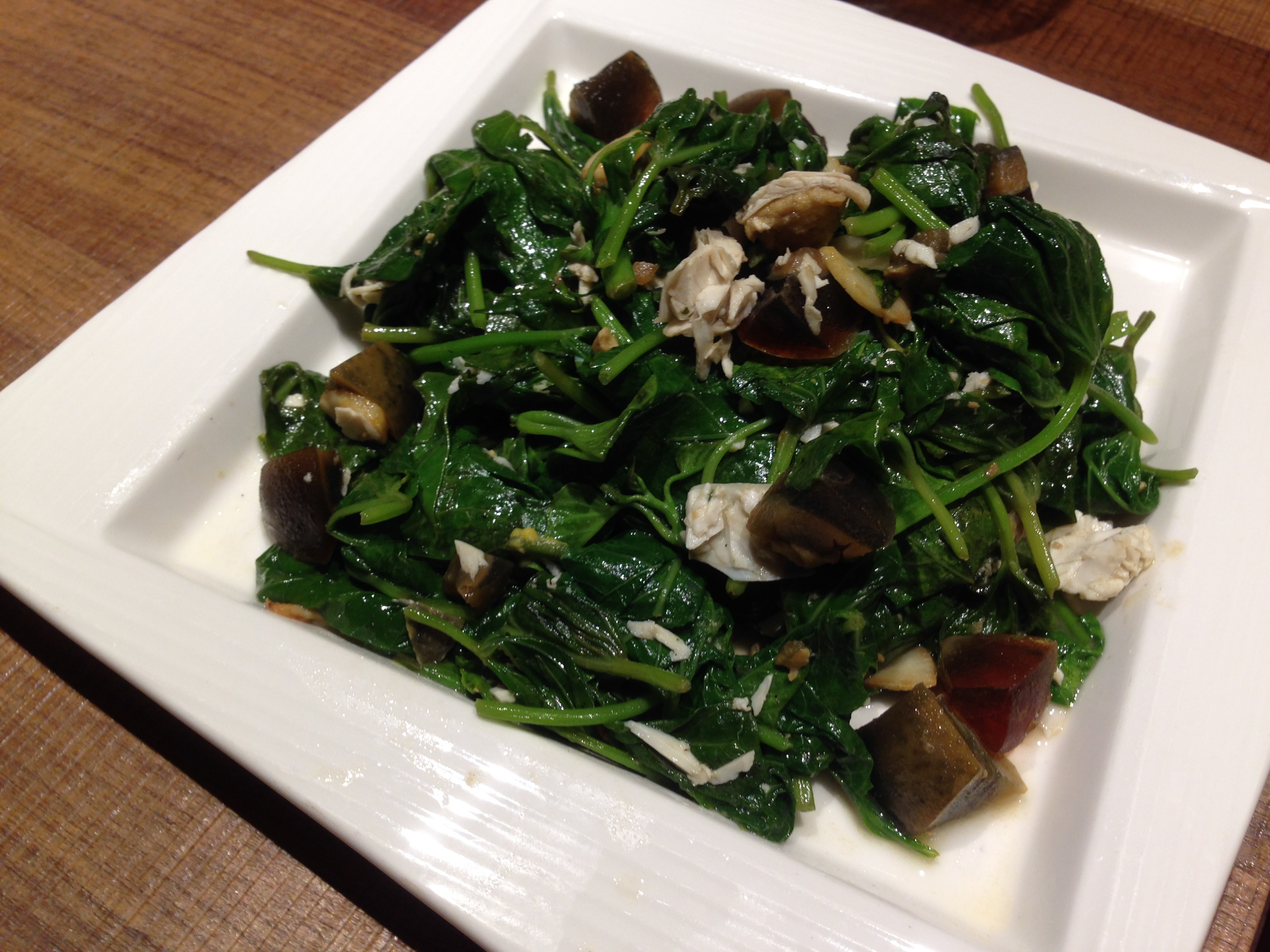
炒番薯葉

番薯葉或稱地瓜葉、甘藷葉，是旋花科番薯屬植物番薯的叶，可作為蔬菜食用。早年種植番薯的農民為求物盡其用，割下番薯葉後多半將它煮熟。亦有農民只摘取嫩葉部分炒熟吃，或加入蒜末，再加一些食鹽食用。
番薯葉在早年台語、客語中又被稱為「豬菜」，因為番薯葉非常容易種植，而且從栽種到成熟的生長期與其他作物相比之下較為短暫，所以曾在農村被用作主流的牲畜飼料。
但是與現在不同的是，在早期並不把此作物當成蔬菜食用。更因為它相當容易得取，價格相對十分便宜，因此農民大都會大量栽種番薯葉作為飼養家豬的主要飼料，這就是「豬菜」這名稱的緣由。唯有家境十分清寒的家庭才會拿此物果腹。。
今日地瓜葉如臺農71號、桃園2號等「葉用甘藷」為吃葉子的品種，不會結成地瓜。
番薯葉營養豐富，蛋白質、胡蘿蔔素、鈣、磷、鐵、維生素C等含量均比菠菜、韭菜等常見蔬菜來得高，有助抗氧化，因而也成為現代人心目中的健康蔬菜。
炒番薯葉近年來已成為大多数酒店餐館裡的菜式。以番薯叶为主料的护国菜是一道潮州菜名菜，富有传奇性且历史悠久。在台湾，汆燙後的番薯葉沾酱油吃是常見的吃法之一；較為講究者，則使用蒜末調和醬油以增加口感。
另外在中国西南某些地区则不吃其叶子吃其茎，称为红苕尖或苕尖。